# Гаплогруппа N9a (мтДНК)
Гаплогруппа N9a — гаплогруппа митохондриальной ДНК человека.

## Субклады
- N9a1’3
- N9a2’4’5’11
- N9a6
- N9a7
- N9a8
- N9a9
- N9a10

## Распространение
Сибирь
- тубалары – 4,2%, тувинцы – 3,2%.[1]

Кавказ
- черкесы – 1,6%, северные осетины – 0,7%.[2]

## Палеогенетика

### Неолит
Старчево-кришская культура
- Szakmá 8 (3/6) — Сакмар (Венгрия) — ca. 5500 BC — N9a.[3]
- Szarvas 23/20 (10/40) — Сарваш, Венгрия — ca. 5500 BC — N9a.[3]

Культура линейно-ленточной керамики (ALP)
- Csongrád 20 (2/4) — Чонград, Венгрия — ca. 5500–4500 BC — N9a.[3]

### Бронзовый век
Цицзя
- Mogou cemetery — Ганьсу, Китай — 4000 BP.[4]
  - MG7 | M1085R1 — M — N9a
  - MG13 | M1084R2 — U — N9a

### Железный век
Таштыкская культура
- S36 | Tachtyk 4 — Abakano-Pérévoz I, burial 4 — Боградский район, Хакасия, Россия — 100–400 AD — Ж — N9a.[5]

Хунну
- IMA008 | 2004 Mogila 71 — Ильмовая падь — Бурятия, Россия — II век до н. э. – I век — Ж — N9a.[6]

### Новое время
Венгрия
- Mummy179 (1/2) — Вац (Венгрия) — XIX век — N9a.[3]

## Публикации
2009
- Keyser, C., Bouakaze, C., Crubézy, E.; et al. (2009-05-16). Ancient DNA provides new insights into the history of south Siberian Kurgan people. Human Genetics. 126 (3): 395–410. doi:10.1007/s00439-009-0683-0. PMID 19449030. {{cite journal}}: Явное указание et al. в: |author= (справка)Википедия:Обслуживание CS1 (множественные имена: authors list) (ссылка)

2010
- Литвинов С. С. Изучение генетической структуры народов Западного Кавказа по данным о полиморфизме Y-хромосомы, митохондриальной ДНК и Alu-инсерций. — Уфа, 2010. — 23 с.

2011
- Guba, Z., Hadadi, É., Major, Á.; et al. (2011-09-15). HVS-I polymorphism screening of ancient human mitochondrial DNA provides evidence for N9a discontinuity and East Asian haplogroups in the Neolithic Hungary. Journal of Human Genetics. 56 (11): 784–796. doi:10.1038/jhg.2011.103. PMID 21918529. {{cite journal}}: Явное указание et al. в: |author= (справка)Википедия:Обслуживание CS1 (множественные имена: authors list) (ссылка)

2012
- Sukernik, R. I., Volodko, N. V., Mazunin, I. O., Eltsov, N. P., Dryomov, S. V., & Starikovskaya, E. B. (May 2012). Mitochondrial genome diversity in the tubalar, even, and ulchi: Contribution to prehistory of native siberians and their affinities to native americans. American Journal of Physical Anthropology. 148 (1): 123–138. doi:10.1002/ajpa.22050. PMID 22487888.{{cite journal}}:  Википедия:Обслуживание CS1 (множественные имена: authors list) (ссылка)

2017
- Li, J., Zeng, W., Zhang, Y. et al. Ancient DNA reveals genetic connections between early Di-Qiang and Han Chinese. BMC Evolutionary Biology (4 декабря 2017).

2020
- Jeong Choongwon, Wang Ke, Wilkin Shevan et al. A Dynamic 6,000-Year Genetic History of Eurasia’s Eastern Steppe. Cell (5 ноября 2020). Архивировано 26 марта 2020 года.